# European League of Football 2025
L'European League of Football 2025 è la 5ª stagione dell'omonimo torneo di football americano. La stagione è iniziata il 17 maggio 2025 e si concluderà il 7 settembre 2025, con la disputa del 5º Championship Game.

## Formato
La stagione 2025 dell'ELF vede la partecipazione di sedici squadre, una in meno rispetto all'edizione dell'anno precedente. Rispetto all'edizione 2024 sono assenti i Barcelona Dragons (disciolti) e i Milano Seamen (in pausa, con la prospettiva di rientrare nel 2026) mentre partecipano per la prima volti i Nordic Storm, franchise danese di nuova fondazione.
Il campionato è strutturato in una fase di stagione regolare, seguita da una fase a playoff.
Durante la stagione regolare le squadre sono organizzate in quattro divisioni (nord, sud, est e ovest), ciascun composta da quattro squadre. Ogni squadra gioca un totale dodici partite durante la stagione regolare: sei contro le squadre della stessa divisione di appartenenza e sei contro squadre di altre divisioni.
Accedono alla fase playoff i quattro vincitori di divisione e le restanti due squadre con le migliori performance durante la stagione regolare; i due campioni divisionali con le migliori performance accedono direttamente alle semifinali, mentre le altre squadre si scontrano nel turno delle wildcard.
Per quanto riguarda il roster delle squadre, la lega ha ampliato i territori di provenienza dei giocatori homegrown, permettendo ad alcune squadre di considerare come tali quelli provenienti anche da stati vicini. Nello specifico:
- per i Fehérvár Enthroners sono considerati come homegrown anche i giocatori provenienti dalla Romania (come nelle stagione precedente) e dalla Serbia
- per i Panthers Wrocław sono considerati come homegrown anche i giocatori provenienti dall'Ucraina (come nella stagione precedente), ma adesso ad essa si aggiungono anche quelli provenienti da Estonia, Lettonia e Lituania
- per gli Helvetic Mercenaries sono considerti come homergrown anche i giocatori provenienti dall'Italia nord-occidentale
- per le squadre austriache sono considerti come homergrown anche i giocatori provenienti dall'Italia nord-orientale
- per i Prague Lions continuano ad essere considerti come homergrown anche i giocatori provenienti dalla Slovacchia
- per i Nordic Storm sono considerati come homegrown anche i giocatori provenienti dalla Svezia

## Stagione regolare

### Risultati stagione regolare
Aggiornati al 2 agosto 2025
| Divisione Nord | Divisione Nord     | Divisione Nord | Divisione Nord | Divisione Nord | Divisione Nord | Divisione Nord | Divisione Nord |
| Pos.           | Squadra            | V              | S              | P              | Pct.           | PF             | PS             |
| -------------- | ------------------ | -------------- | -------------- | -------------- | -------------- | -------------- | -------------- |
| 1.             | Nordic Storm       | 9              | 1              | 0              | 0,900          | 373            | 167            |
| 2.             | Rhein Fire         | 6              | 4              | 0              | 0,600          | 287            | 171            |
| 3.             | Berlin Thunder     | 3              | 7              | 0              | 0,300          | 237            | 342            |
| 4.             | Hamburg Sea Devils | 2              | 8              | 0              | 0,200          | 133            | 312            |

| Divisione Sud | Divisione Sud        | Divisione Sud | Divisione Sud | Divisione Sud | Divisione Sud | Divisione Sud | Divisione Sud |
| Pos.          | Squadra              | V             | S             | P             | Pct.          | PF            | PS            |
| ------------- | -------------------- | ------------- | ------------- | ------------- | ------------- | ------------- | ------------- |
| 1.            | Munich Ravens        | 9             | 1             | 0             | 0,900         | 357           | 216           |
| 2.            | Madrid Bravos        | 7             | 3             | 0             | 0,700         | 433           | 235           |
| 3.            | Tirol Raiders        | 5             | 5             | 0             | 0,500         | 330           | 260           |
| 4.            | Helvetic Mercenaries | 0             | 10            | 0             | 0,000         | 125           | 501           |

| Divisione Est | Divisione Est       | Divisione Est | Divisione Est | Divisione Est | Divisione Est | Divisione Est | Divisione Est |
| Pos.          | Squadra             | V             | S             | P             | Pct.          | PF            | PS            |
| ------------- | ------------------- | ------------- | ------------- | ------------- | ------------- | ------------- | ------------- |
| 1.            | Vienna Vikings      | 9             | 1             | 0             | 0,900         | 378           | 167           |
| 2.            | Prague Lions        | 6             | 4             | 0             | 0,600         | 267           | 200           |
| 3.            | Panthers Wrocław    | 5             | 5             | 0             | 0,500         | 310           | 277           |
| 4.            | Fehérvár Enthroners | 0             | 10            | 0             | 0,000         | 130           | 431           |

| Divisione Ovest | Divisione Ovest    | Divisione Ovest | Divisione Ovest | Divisione Ovest | Divisione Ovest | Divisione Ovest | Divisione Ovest |
| Pos.            | Squadra            | V               | S               | P               | Pct.            | PF              | PS              |
| --------------- | ------------------ | --------------- | --------------- | --------------- | --------------- | --------------- | --------------- |
| 1.              | Stuttgart Surge    | 8               | 2               | 0               | 0,800           | 426             | 170             |
| 2.              | Paris Musketeers   | 6               | 4               | 0               | 0,600           | 353             | 142             |
| 3.              | Frankfurt Galaxy   | 5               | 5               | 0               | 0,500           | 323             | 299             |
| 4.              | Cologne Centurions | 0               | 10              | 0               | 0,000           | 60              | 632             |

      Qualificata direttamente alle semifinali.
      Qualificata al turno delle wildcard.

### Dettaglio incontri

#### 1ª giornata
| Breslavia 17 maggio 2025 | Fehérvár Enthroners | 12 – 55 (6-28; 6-7; 0-14; 0-6) | Panthers Wrocław | Stadio Olimpico di Breslavia |

| Bondoufle 17 maggio 2025 | Rhein Fire | 17 – 15 (0-6; 25-6; 6-6; 25-6) | Paris Musketeers | Stade Robert Bobin |

| Madrid 17 maggio 2025 | Hamburg Sea Devils | 12 – 13 (3-0; 6-7; 3-3; 0-3) | Madrid Bravos | Stadio di Vallehermoso |

| Wil 18 maggio 2025 | Nordic Storm | 56 – 12 (6-28; 6-7; 0-14; 0-6) | Helvetic Mercenaries | LIDL-Arena |

| Berlino 18 maggio 2025 | Cologne Centurions | 14 – 63 (0-20; 7-19; 7-17; 0-7) | Berlin Thunder | Preussenstadion |

| Monaco di Baviera 18 maggio 2025 | Tirol Raiders | 7 – 20 (0-0; 7-7; 0-0; 0-14) | Munich Ravens | Sportpark Unterhaching |

| Stoccarda 18 maggio 2025 | Frankfurt Galaxy | 20 – 33 (0-7; 6-7; 0-13; 14-6) | Stuttgart Surge | GAZi-Stadion auf der Waldau |

| Praga 18 maggio 2025 | Vienna Vikings | 28 – 6 (14-0; 0-6; 7-0; 7-0) | Prague Lions | Stadion FK Viktoria Zizkov |

#### 2ª giornata
| Vienna 24 maggio 2025 | Fehérvár Enthroners | 15 – 62 (6-13; 3-23; 6-20 0-3) | Vienna Vikings | Hohe-Warte-Stadion |

| Praga 24 maggio 2025 | Hamburg Sea Devils | 28 – 13 (7-7; 7-3; 0-3; 14-0) | Prague Lions | Stadion FK Viktoria Zizkov |

| Madrid 24 maggio 2025 | Frankfurt Galaxy | 47 – 33 (0-0; 20-13; 7-14; 20-6) | Madrid Bravos | Stadio di Vallehermoso |

| Breslavia 25 maggio 2025 | Nordic Storm | 40 – 21 (6-2; 14-3; 0-9; 20-7) | Panthers Wrocław | Stadio Olimpico |

| Bondoufle 25 maggio 2025 | Stuttgart Surge | 0 – 6 (0-6; 0-0; 0-0; 0-0) | Paris Musketeers | Stadio Robert Bobin |

| Innsbruck 25 maggio 2025 | Helvetic Mercenaries | 7 – 20 (0-7; 0-10; 6-7; 0-20) | Tirol Raiders | Tivoli-Neu Stadion |

| Monaco di Baviera 25 maggio 2025 | Berlin Thunder | 6 – 44 (0-20; 7-0; 3-6; 6-12) | Munich Ravens | Sportpark Unterhaching |

#### 3ª giornata
| Székesfehérvár 31 maggio 2025 | Prague Lions | 40 – 0 (13-0; 7-0; 3-0; 17-0) | Fehérvár Enthroners | First Field |

| Colonia 31 maggio 2025 | Tirol Raiders | 68 – 0 (17-0; 21-0; 10-0; 13-0) | Cologne Centurions | Südstadion |

| Brema 31 maggio 2025 | Stuttgart Surge | 53 – 14 (20-0; 20-0; 6-7; 7-7) | Hamburg Sea Devils | Weserstadion |

| Madrid 31 maggio 2025 | Helvetic Mercenaries | 35 – 47 (0-14; 12-11; 7-7; 16-7) | Madrid Bravos | Stadio di Vallehermoso |

| Offenbach am Main 1º giugno 2025 | Paris Musketeers | 27 – 29 (0-10; 0-9; 3-7; 24-3) | Frankfurt Galaxy | Stadion am Bieberer Berg |

| Copenaghen 1º giugno 2025 | Berlin Thunder | 0 – 35 (0-6; 0-16; 0-0; 0-13) | Nordic Storm | Gladsaxe Stadium |

| Dusseldorf 1º giugno 2025 | Vienna Vikings | 12 – 7 (6-0; 0-0; 0-0; 6-7) | Rhein Fire | Merkur Spiel-Arena |

#### 4ª giornata
| Amburgo 6 giugno 2025 | Berlin Thunder | 14 – 31 (0-21; 0-7; 8-3; 6-0) | Hamburg Sea Devils | Stadion Hoheluft |

| Vienna 6 giugno 2025 | Tirol Raiders | 7 – 14 (0-7; 0-14; 0-13; 7-7) | Vienna Vikings | Generali-Arena |

| Székesfehérvár 6 giugno 2025 | Madrid Bravos | 45 – 7 (7-0; 28-0; 10-7; 0-0) | Fehérvár Enthroners | First Field |

| Breslavia 7 giugno 2025 | Prague Lions | 45 – 13 (7-7; 7-0; 10-0; 21-6) | Panthers Wrocław | Stadio Olimpico |

| Duisburg 7 giugno 2025 | Paris Musketeers | 31 – 7 (17-0; 0-7; 7-0; 7-0) | Rhein Fire | Schauinsland-Reisen-Arena |

| Francoforte sul Meno 7 giugno 2025 | Cologne Centurions | 15 – 47 (0-13; 0-13; 9-14; 6-7) | Frankfurt Galaxy | PSD-Bank Arena |

| Stoccarda 7 giugno 2025 | Munich Ravens | 28 – 36 (12-17; 0-9; 16-7; 0-3) | Stuttgart Surge | GAZi-Stadion auf der Waldau |

#### 5ª giornata
| Colonia 14 giugno 2025 | Cologne Centurions | 0 – 43 (29-0; 7-0; 7-0; 14-3) | Panthers Wrocław | Südstadion |

| Düsseldorf 14 giugno 2025 | Rhein Fire | 57 – 3 (0-16; 0-7; 0-0; 0-20) | Hamburg Sea Devils | PSD Bank Arena |

| Belino 15 giugno 2025 | Fehérvár Enthroners | 21 – 38 (0-13; 3-8; 6-7; 12-10) | Berlin Thunder | Preußenstadion |

| Copenaghen 15 giugno 2025 | Frankfurt Galaxy | 0 – 35 (0-16, 0-13; 0-0; 0-6) | Nordic Storm | Gladsaxe Stadium |

| Monaco di Baviera 15 giugno 2025 | Helvetic Mercenaries | 14 – 58 (0-35; 0-14; 8-0; 6-9) | Munich Ravens | Sportpark Unterhaching |

| Innsbruck 15 giugno 2025 | Madrid Bravos | 34 – 35 (7-7; 7-14; 7-7; 13-7) | Tirol Raiders | Tivoli-Neu Stadion |

#### 6ª giornata
| Will 21 giugno 2025 | Tirol Raiders | 44 – 12 (3-6; 13-6; 14-0; 14-3) | Helvetic Mercenaries | LIDL-Arena |

| Vienna 21 giugno 2025 | Rhein Fire | 33 – 26 (14-6; 3-3; 7-17; 9-0) | Vienna Vikings | Generali-Arena |

| Copenaghen 21 giugno 2025 | Panthers Wrocław | 19 – 47 (0-0; 13-24; 6-16; 0-7) | Nordic Storm | Gladsaxe Stadion |

| Amburgo 22 giugno 2025 | Prague Lions | 19 – 14 (3-0, 0-0; 13-6; 3-8) | Hamburg Sea Devils | Stadion Hoheluft |

| Berlino 22 giugno 2025 | Munich Ravens | 35 – 12 (0-0; 14-6; 7-6; 14-0) | Berlin Thunder | Preußenstadion |

| Stoccarda 22 giugno 2025 | Cologne Centurions | 7 – 88 (0-35; 0-19; 7-21; 0-13) | Stuttgart Surge | GAZi-Stadion auf der Waldau |

| Bondoufle 22 giugno 2025 | Frankfurt Galaxy | 16 – 35 (3-0; 7-14; 0-21; 6-0) | Paris Musketeers | Stade Robert Bobin |

## Premi

### Miglior giocatore della settimana
| Settimana | Giocatore            | Squadra          | Ruolo          | Note                                                                                               |
| --------- | -------------------- | ---------------- | -------------- | -------------------------------------------------------------------------------------------------- |
| 1         | Devan Burrell        | Panthers Wrocław | Defensive back | |
| 2         | Sandro Platzgummer   | Frankfurt Galaxy | Running back   | |
| 3         | Justus Seelig        | Madrid Bravos    | Running back   | |
| 4         | Willie Patterson     | Prague Lions     | Wide receiver  | MVP of the week presented by Citizen - week 4, su instagram.com. URL consultato il 5 agosto 2025.  |
| 5         | Aron Cruickshank     | Madrid Bravos    | Wide receiver  | |
| 6         | Adrià Botella Moreno | Nordic Storm     | Tight end      | MVP of the week presented by Citizen - week 6, su instagram.com. URL consultato il 5 agosto 2025.  |
| 7         | Russell Tabor        | Munich Ravens    | Quarterback    | MVP of the week presented by Citizen - week 7, su instagram.com. URL consultato il 5 agosto 2025.  |
| 8         | Malik Stanley        | Munich Ravens    | Wide receiver  | MVP of the week presented by Citizen - week 8, su instagram.com. URL consultato il 5 agosto 2025.  |
| 9         | Reilly Hennessey     | Stuttgart Surge  | Quarterback    | MVP of the week presented by Citizen - week 9, su instagram.com. URL consultato il 5 agosto 2025.  |
| 10        | Jadrian Clark        | Nordic Storm     | Quarterback    | MVP of the week presented by Citizen - week 10, su instagram.com. URL consultato il 5 agosto 2025. |
| 11        | Harlan Kwofie        | Rhein Fire       | Wide receiver  | MVP of the week presented by Citizen - week 11, su instagram.com. URL consultato il 5 agosto 2025. |
| 12        |                      |                  |                | |
| 13        |                      |                  |                | |
| 14        |                      |                  |                | |

Template:Football americano in Europa nel 2025
Template:ELF 2025
Template:ELF All Stars 2025